# 陶蕃麟
陶蕃麟（1951年4月8日—），臺北市立天文科學教育館前展示組組長、業餘天文學家，籍貫浙江省寧波，出生於江蘇省鎮江。

## 簡介
其父為陶承章，母陶丁麗娟，於1973年自中原理工學院物理系畢業。為第一屆中原天文社創社社長。退伍後返回母校任教。1980年，臺北市立天文台 (圓山天文台)新建星象儀完成，以技術人員任用成為天文台的員工，擔任研究組組長，並從事太陽黑子觀測，期間長達15年，並於1983年發行太陽黑子觀測年報；1988年開始編輯與出版天文年鑑。圓山天文台於1997年改制為臺北市立天文科學教育館，並遷建至士林基河路上，因擴大編制兼任新成立的展示組組長，後改為專任，至2005年6月從該職務退休。於2006年起推動臺灣地區的梅西耶馬拉松活動。

## 榮譽
- 2002年獲頒教育部推廣社教有功團體與個人獎勵[2]。
- 「陶蕃麟」小行星（小行星231346）：2006年3月10日由國立中央大學鹿林天文台的林宏欽和葉泉志發現，以其名命名，以感念其於天文推廣教育啟蒙工作上的貢獻[3]